# Trznadel złotawy
Trznadel złotawy, trznadel złocisty (Schoeniclus aureolus) – gatunek małego ptaka z rodziny trznadli (Emberizidae), zamieszkujący północno-wschodnią Europę (Finlandia, Rosja) i północną Azję (Syberia). Wędrowny, zimuje w południowo-wschodniej Azji, Indiach i południowych Chinach. Rzadko zalatuje do środkowej i zachodniej Europy, w tym wyjątkowo do Polski (stwierdzony 5 razy do 2003). Jest krytycznie zagrożony wyginięciem.

## Systematyka
Część systematyków zalicza trznadla złotawego do rodzaju Emberiza.
Wyróżniono dwa podgatunki S. aureolus:
- S. aureolus aureolus – wschodnia Europa do wschodniej Syberii i na południe do Kazachstanu i centralna Mongolia.
- S. aureolus ornatus – południowa-środkowa Syberia i północno-wschodnia Mongolia do południowo-wschodniej Syberii, Japonia i północno-wschodnie Chiny.

## Morfologia
WyglądSamiec w upierzeniu godowym ma głowę czarną z wyjątkiem ciemnobrązowego wierzchu, żółty spód ciała i podgardle. Grzbiet kasztanowy, w tym samym kolorze przepaska na piersiach. Szeroka, biała pręga na skrzydłach, białe pokrywy podogonowe. Samica z jasnożółtym brzuchem, wierzch ciała jasnobrązowy. Kontrastowy rysunek na głowie z wyraźną jasną pręgą nad okiem. Samiec w szacie spoczynkowej ubarwiony podobnie jak samica.
Wymiary średniedługość ciała ok. 14–15,5 cm
masa ciała 14–33 g

## Ekologia i zachowanie

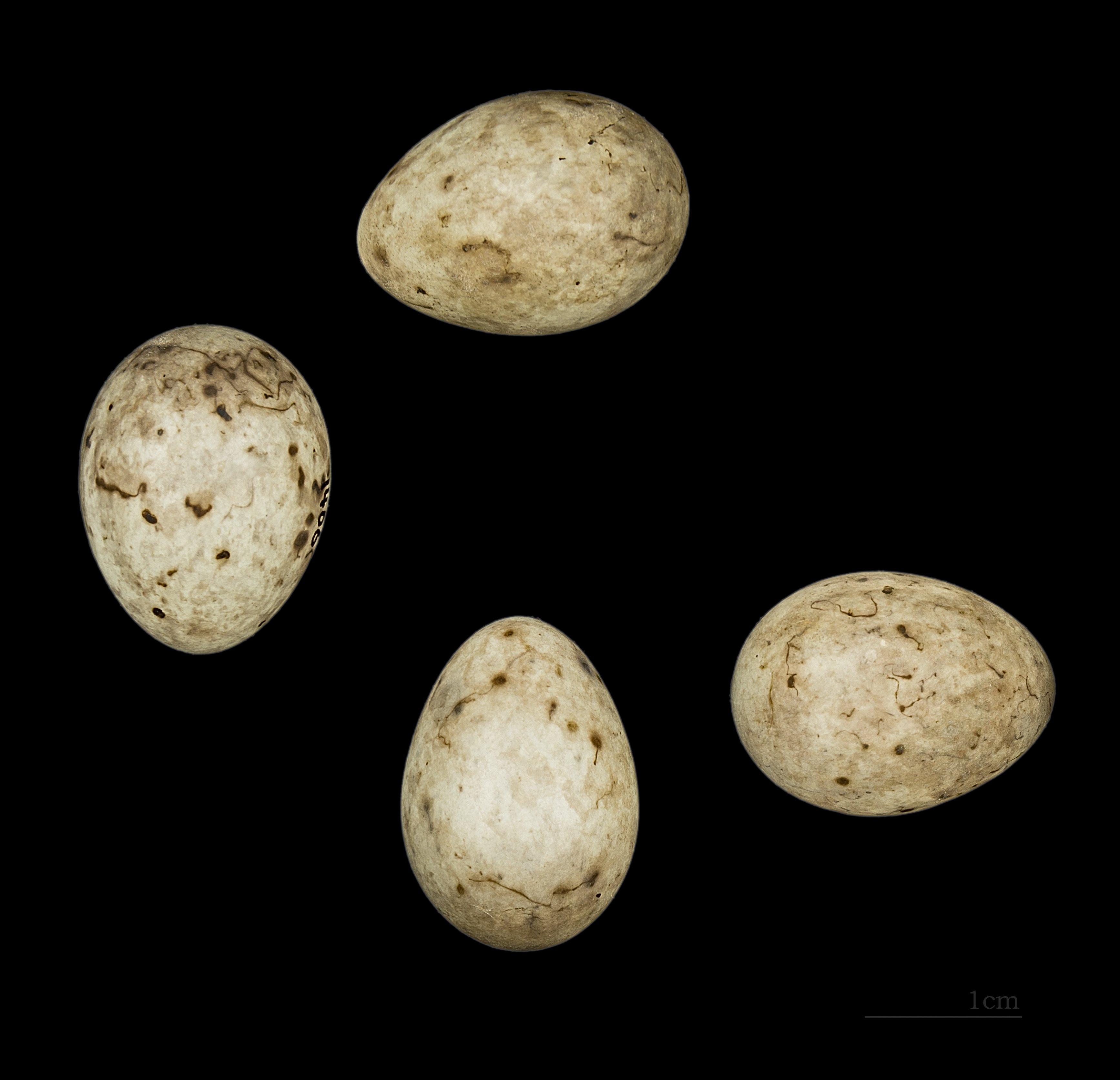
Jaja z kolekcji muzealnej

BiotopPreferuje nizinne, podmokłe łąki z wysoką roślinnością i porozrzucanymi wierzbami lub brzozami. Bywa spotykany także w zakrzewieniach rosnących wzdłuż rzek, wtórnych zaroślach krzewów, młodnikach, skrajach brzozowych lasów i, lokalnie, torfowiskach wysokich. Na zimowiskach odwiedza również pola ryżowe, trzcinowiska, uprawy.
GłosŚpiew dzwoniący, podobny do śpiewu ortolana. Często śpiewa na wyeksponowanych miejscach.
LęgiPrzeważnie rozpoczyna lęgi przynajmniej w drugiej połowie czerwca i zazwyczaj wyprowadza jeden lęg. Gniazdo znajduje się na ziemi, także w kępie traw, zagłębieniu, między korzeniami lub nieco nad ziemią w gałęziach wierzby. Składa 3–5 jaj. Inkubacja trwa 13–14 dni, wysiadują oba ptaki z pary. Młode po 11–15 dniach od wyklucia są w pełni opierzone.
PożywienieNasiona roślin, w okresie lęgowym bezkręgowce, m.in. chrząszcze, gąsienice, ważki i pajęczaki.

## Status i ochrona
Międzynarodowa Unia Ochrony Przyrody (IUCN) w 2017 uznała trznadla złotawego za gatunek krytycznie zagrożony wyginięciem (CR, Critically Endangered). Wcześniej w 2016 i 2013 otrzymał rangę zagrożonego (EN, Endangered), w 2012 i 2008 narażonego (VU, Vulnerable), w 2004 bliskiego zagrożenia (NT, Near Threatened), zaś wcześniej uchodził za gatunek najmniejszej troski (LC, Least Concern). W latach 90. XX wieku badacze dostrzegli spadek liczebności na Hokkaido, wysnuli przypuszczenie, że trznadlom złotawym – wówczas niezwykle pospolitym – może zagrażać ogólny spadek liczebności. Według BirdLife International, w 2017 roku spadek globalnej liczebności populacji mógł osiągnąć już 95%. Gatunek wędruje i nocuje w wielkich stadach, co czyni te ptaki łatwymi ofiarami. W Chinach ptaki te są odławiane i sprzedawane w celach spożywczych; choć ta praktyka jest nielegalna od 1997, ptaki te sprzedawane są na czarnym rynku. W 2017 w Chinach nastąpiły zmiany prawne i zakazano także i konsumpcji przedstawicieli gatunków chronionych. Opracowywany jest plan ochrony tego gatunku na skalę globalną.
Na terenie Polski gatunek ten jest objęty ścisłą ochroną gatunkową.